# 王琮 (高麗)
順安公王琮（韓語：순안공 왕종，？—？），一作王悰，是高麗國第二十四任君主元宗王禃的第三子。

## 生平
王琮的生母是慶昌宮主柳氏，有兄長始陽侯王珆與姊妹慶安宮主和咸寧宮主；高麗忠烈王王賰則是其異母兄長。他的外祖父是新安公柳佺，而外祖母嘉順宮主則是其族曾祖父高麗熙宗王韺的女兒。
元宗四年（1263年），王琮受賜名及元服，冊封為開府儀同三司、檢校守司徒、上柱國、順安郡開國侯（韓語：개부의동삼사 검교수사도 상주국 순안군개국후），食邑三百戶，並設立大寧府，到元宗十年（1369年）元宗到元朝時以他作監國，後昇為公。
史載王琮體弱多病，忠烈王三年（1277年）慶昌宮主找來僧人終同（韓語：종동）為他祈禱治病，被內竪梁善大（韓語：양선대）和大守莊（韓語：대수장）二人誣陷為詛咒忠烈王的行為，令王琮可以登基為王。於是忠烈王將他們拘捕審問，但王琮母子不服，指出他們未有詛咒國王，只是祈福而已。最後慶昌宮主被廢為庶人，王琮及終同流放仇音島（韓語：구음도）。
忠烈王九年（1283年），忠烈王召還王琮，到忠烈王二十一年（1295年）再次開府，何時去世則不詳。